# Slaget vid Svenstrup
Slaget vid Svenstrup utkämpades 1534 i Svenstrup söder om Aalborg mellan upproriska danska bönder och adliga styrkor. Det var en del av Clementsfejden i det inbördeskrig, som kallas Grevefejden. 
Den del av den jylländska adeln, som försökte att organisera ett motstånd mot de upproriska bönderna, hade efter ett möte i Aarhus, lett av Mogens Gøye och lensmanden på Kalø slott, Erik Banner, samlat en här i Randers. Adelshärens ledning beslutade att med en styrka av danska och holstenska ryttare och fotfolk nedkämpa böndernas uppror utan att invänta de 2 000 landsknektar, som hertig Christian hade lovat att skicka från Holsten till hjälp.
Bönderna leddes av Skeppar Clements och var allierade med greve Christoffer av Oldenburg och den lybske borgmästaren Wullenwever, som hade planer att återställa Kristian II på den danska tronen.
Adelshären övernattade i Svenstrup, och den 16 oktober 1534 på morgonen tog Skeppar Clements ungefär 6 000 man ställning på höjderna norr om Svenstrup. Adelshären gick till anfall, men dess rytteri blev sinkat av sina tunga rustningar och fastnade i gyttjan i myrarna vid Oxvägen – Lere Sig. Här led adeln ett fullständigt nederlag, där härförarna Holger Holgersen Rosenkrantz och Niels Lavesen Brock, samt 12 adliga och ett okänt antal fotfolk blev dödade.